# Hatton d'Aquitaine
Hatton aurait éventuellement été duc d’Aquitaine et de Vasconie en 735, à la mort de son père Eudes d'Aquitaine, conjointement à son frère Hunald Ier.
Il avait sa résidence à Poitiers. Refusant de reconnaître la suzeraineté de Charles Martel, il doit faire face à celui-ci, qui prend Bordeaux et le capture peu après.
Il reste ensuite soumis aux Carolingiens. Quand son frère Hunald se soumet finalement, ce dernier lui crève les yeux avant de se retirer dans un monastère de l’île de Ré.
Son fils Eudes dit d'Oisy serait à l'origine de la première Maison d'Oisy et fut nommé en 780 châtelain de Cambrai et seigneur d'Oisy par celui qui deviendra Charlemagne, en compensation de la perte de ses biens en Aquitaine. Cet Eudes épousera Elissende dite de Walincourt et Crèvecœur et le couple est la tige de nombreuses familles nobles du Cambrésis.

## Sources
- Jean Le Carpentier, Histoire de Cambrai et du Cambrésis, 1639, Leyde.
- Liste des seigneurs d'Oisy.
- Études historiques dédiées à la mémoire de M. Roger Rodière Commission départementale des Monuments historiques du Pas de Calais.
- Armorial général des registres de la noblesse de France.  de Louis Pierre d'Hozier 1867 page 94 Maison de Clary-Walincourt d'après La Chesnay.